# Partit Social Popular
El Partit Social Popular va ser un partit polític d'Espanya vinculat al neocatolicisme, fundat oficialment el 23 de juliol de 1919 mitjançant un Manifiesto i que va desaparèixer amb l'arribada de la dictadura de Primo de Rivera.
La formació del partit es va gestar per diferents sectors de la dreta política en el declivi del model canovista de la restauració borbònica. Des de la crisi política de 1917, els sectors conservadors, afins fins a aquest moment al model de bipartidisme pactat de la restauració, van mostrar les seves reticències amb la fórmula que ja no garantia l'estabilitat social que esperaven.
Des del diari El Debate, fundat pel religiós Basilio Hernández i adquirit per l'Asociación Católica Nacional de Propagandistas per a la defensa de la religiositat de l'Estat, de l'ensenyament públic catòlic i eliminar els anomenats efectes nocius de la Constitució de 1876, s'havia arribat a una ruptura amb Cánovas el 1915, en no apostar aquest per partits confessionals. D'altra banda, la Confederació Nacional Catòlica Agrària, gestada des de les files de l'Associació Nacional Catòlica, havia agrupat als sindicats catòlics i necessitava una representació política. D'una altra part, Severino Aznar i uns altres havien impulsat un projecte denominat Grup de Democràcia Cristiana en 1918, proper al model del Partit Popular Italià fundat en 1915 i que havia tingut un gran èxit popular.
Finalment, tots aquests sectors es van unir en una sola proposta política on es van integrar Severino Aznar, José Larraz López, Inocencio Jiménez, Salvador Minguijón, l'antic maurista Genaro Pozo, Ángel Ossorio y Gallardo, tradicionalistes com Víctor Pradera Larumbe, sindicalistes (Luis Díaz del Corral i Francisco Barrachina) i membres de la redacció d'El Debate.
Mantenia una doctrina corporativista i rebutjava el model liberal de representació en les Corts. No va concórrer a les eleccions de 1923, atès que es va anticipar el cop d'estat de Primo de Rivera, al que la majoria dels membres de la nova formació va aplaudir, integrant-se després en l'experiència primoriverista de la Unión Patriótica i, durant la Segona República, van ser membres destacats de la Confederació Espanyola de Dretes Autònomes.
Els principals promotors del partit a Catalunya —on va tindre una presència reduïda— foren Francesc Aizcorbe i Oriol i Ramon Bassols. També en van formar Nicolás Santos de Otto, Josep Ayats Surribas i altres antics carlins, mauristes i demòcrata-cristians.
En produir-se el Cop d'estat de Primo de Rivera al setembre de 1923, la direcció del partit es dividí entre els partidaris de la col·laboració amb el règim (Víctor Pradera) i els contraris (Ossorio).